# Sauropus sphenophyllus
Sauropus sphenophyllus är en emblikaväxtart som först beskrevs av Airy Shaw, och fick sitt nu gällande namn av Airy Shaw. Sauropus sphenophyllus ingår i släktet Sauropus och familjen emblikaväxter. Inga underarter finns listade i Catalogue of Life.